# Japania ipswichia
Japania ipswichia är en stekelart som först beskrevs av Alexandre Arsène Girault 1922.  Japania ipswichia ingår i släktet Japania och familjen hårstrimsteklar. Inga underarter finns listade i Catalogue of Life.